# Fehér Damáz
Fehér János Damáz (Komárom, 1913. január 5. – Pannonhalma, 1998. augusztus 23.) az utolsó helyi születésű komáromi bencés gimnáziumi tanár.

## Élet
Apja vendéglős volt az Eötvös utcában Komáromban.
Fiatalon a bencés rendbe lépett, az érettségi után Pannonhalmára került. Teológiai diplomáját a prágai Károly Egyetemen szerezte, majd doktori disszertációját a budapesti Pázmány Egyetemen védte meg.
A teológia befejezése után 1936-ban felszentelték. 1936-1939 és 1942-1945 között a komáromi bencés gimnázium tanára, majd a teológia professzora volt 1939-1949 között Pápán. Hitoktató volt Zalaapátiban, 1942-től pedig Celldömölkön volt káplán. 1947-1948-ban a Csehországba deportált magyar családok vigasztaló lelkésze.
1949. május 27-én éjszaka elhurcolták a magyar bencéseket Znióváraljára, s innen helyezték el őket szlovák plébániákra. 1949-1952 között Pribóc, 1952-1958 között Tótpróna, 1958-ban Magasmajtény, 1959-1971 Vághosszúfalu, 1971-1976 között Királyrév és Zsigárd, 1976-1983 között Deáki, 1983-1987 között Negyed, 1987-1990 között pedig Izsa adminisztrátora volt.
1990-től az újjászerveződő komáromi bencések tartományi elöljárója volt. Rendbehozatta a Szent Anna-kápolnát és bencés kriptát is. 1994-ben nyugdíjba vonult.

## Emléke
- 2009 Fehér János Damáz konferenciaterem, Selye János Gimnázium.[1]